# St. Nikolaus (Rosenheim)

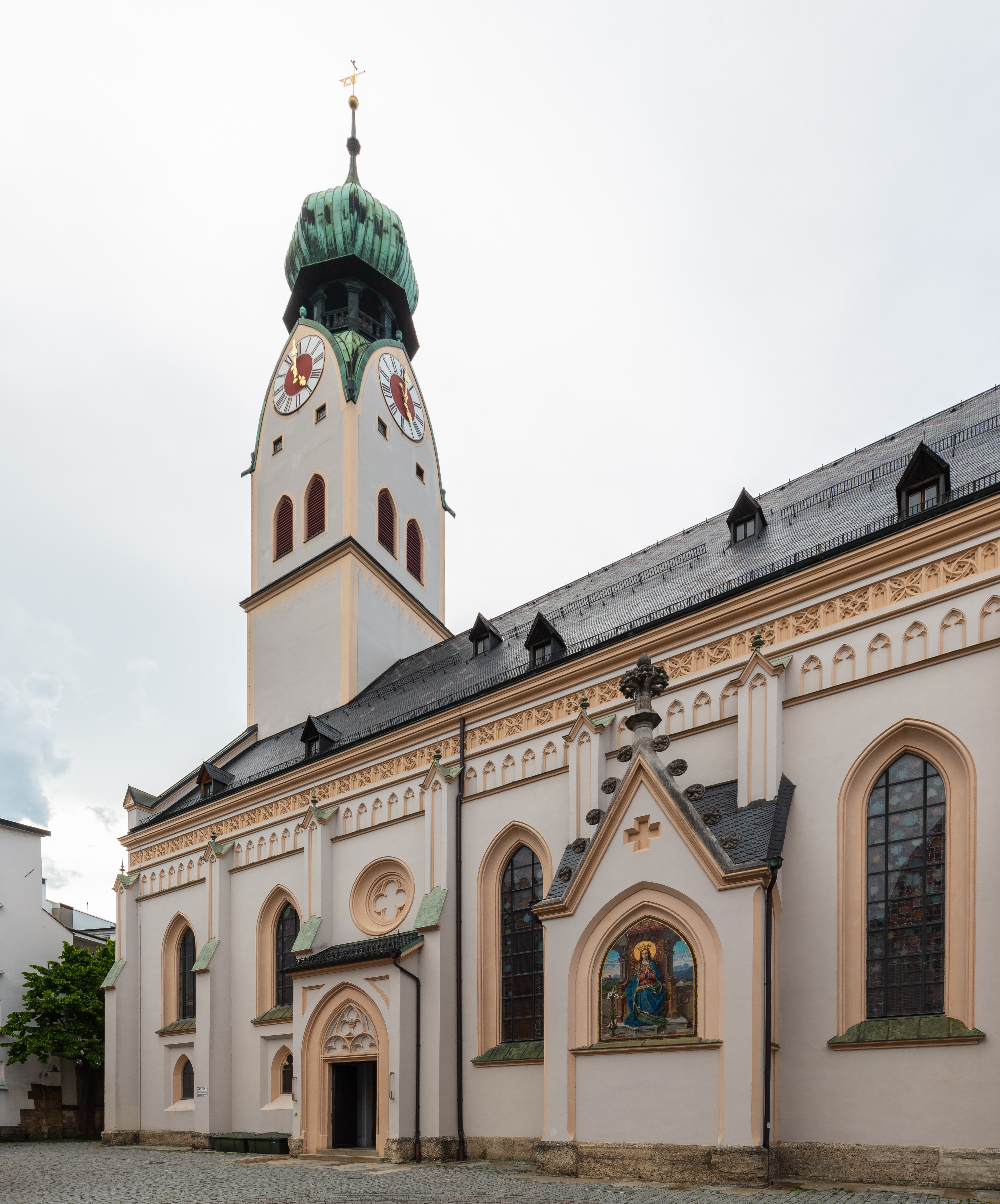
Katholische Stadtpfarrkirche St. Nikolaus, Rosenheim

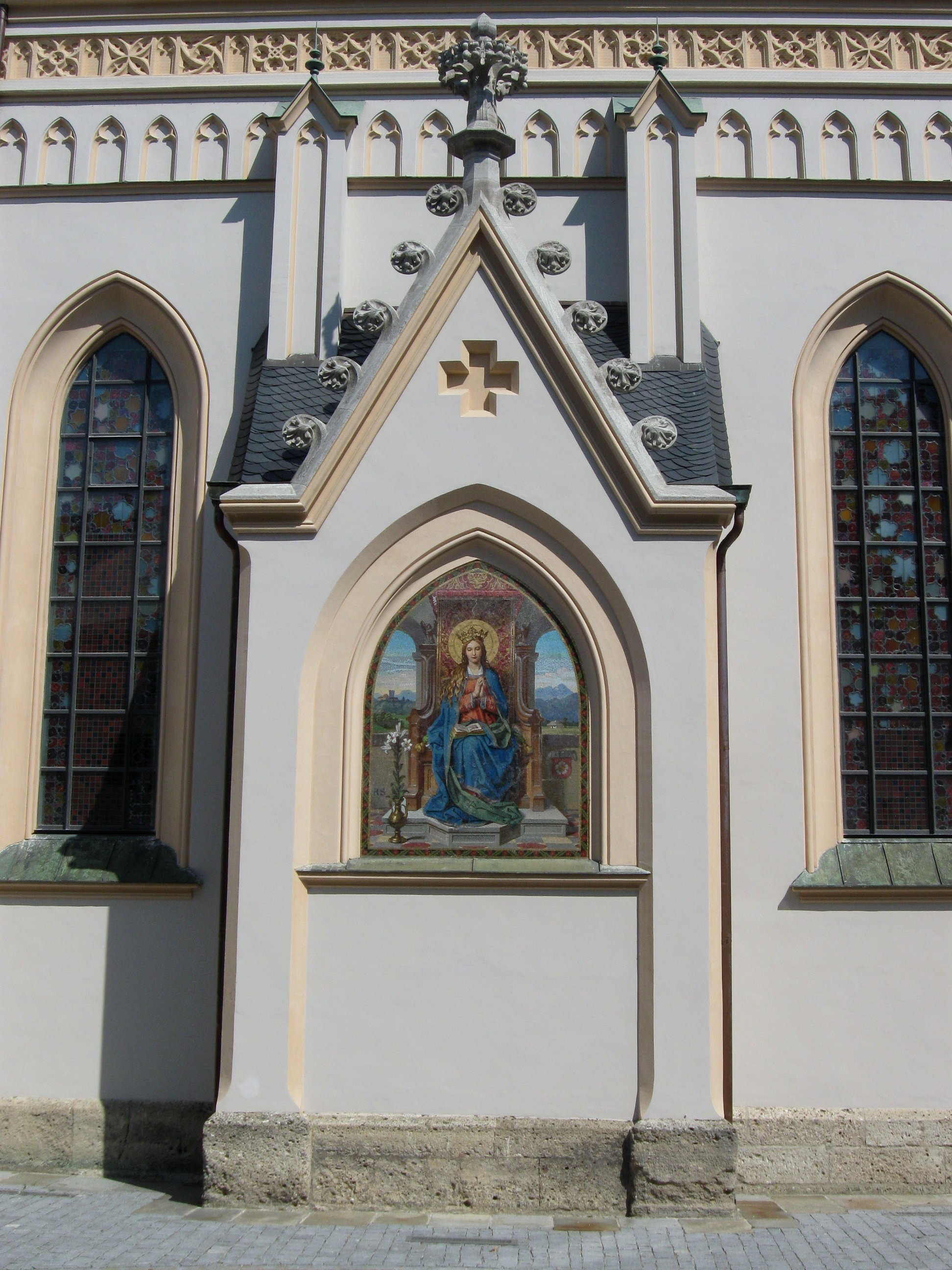
Detail der Seitenschiffwand

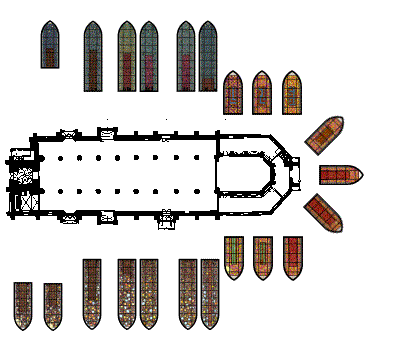
Grundriss der Stadtpfarrkirche St. Nikolaus mit neuen Fenstern

Pfarrkirche St. Nikolaus in Rosenheim ist eine dem hl. Nikolaus geweihte katholische Kirche. Sie wurde nach mehrjähriger Renovierung am 10. Dezember 2006 mit Ausstattung von Josef Hamberger wiedereröffnet. 
Der 61 Meter hohe Turm ist das Wahrzeichen der Stadt Rosenheim. Die Kirche ist das Heim der katholischen Gemeinde St. Nikolaus, Rosenheim. Sie liegt zwischen Ludwigsplatz und Max-Josefs-Platz im Zentrum der historischen Altstadt.

## Architektur

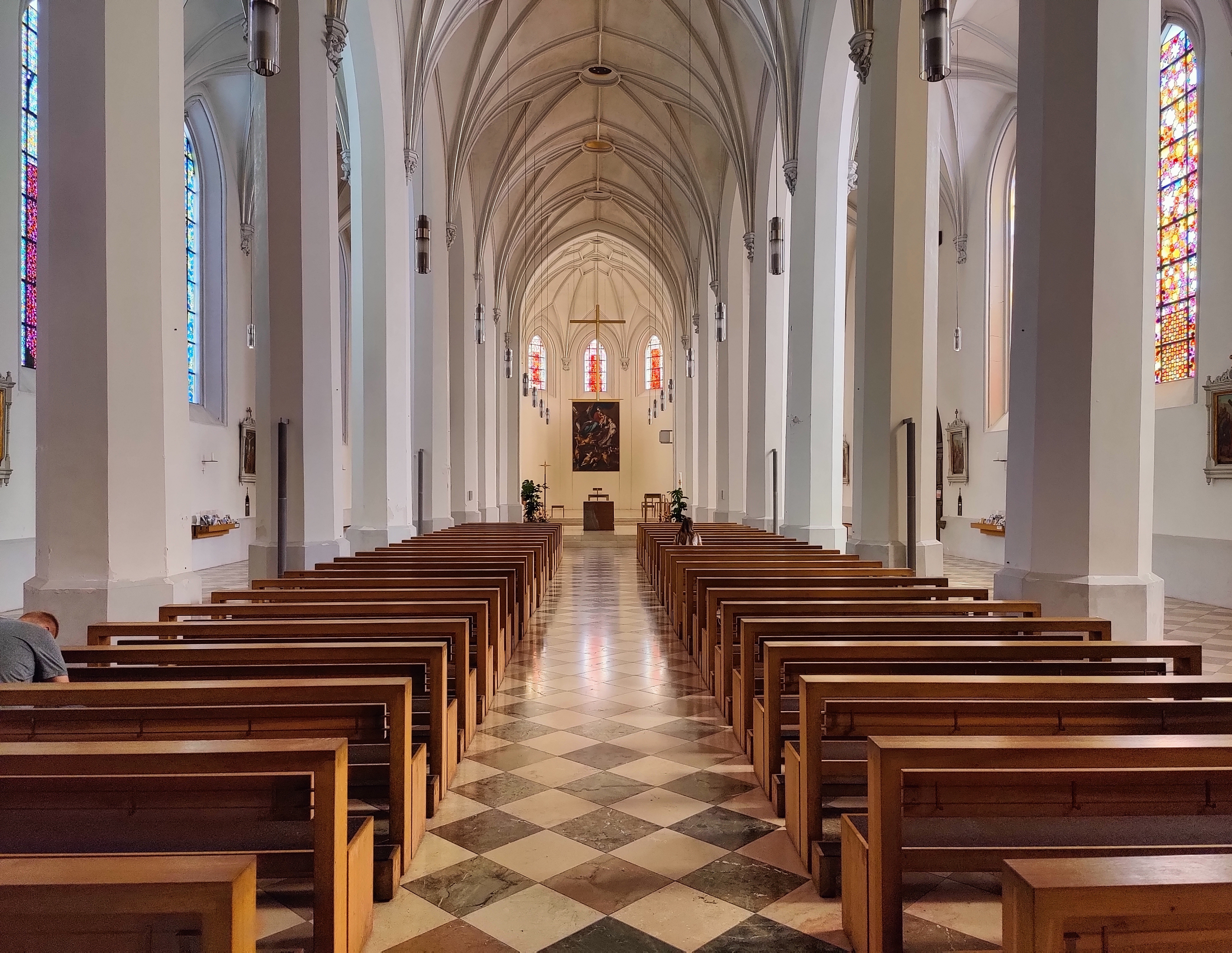
Innenraum

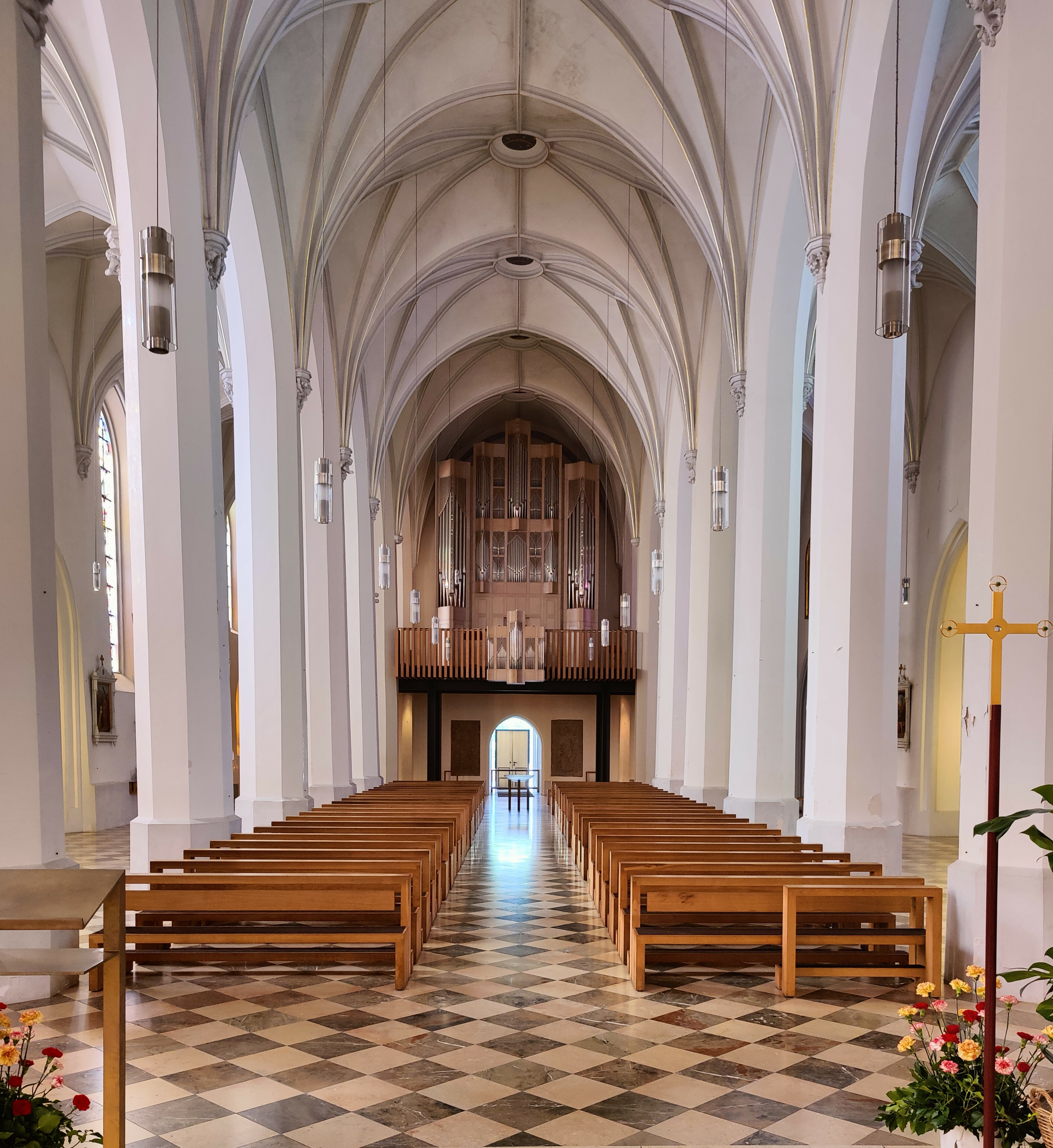
Blick zur Orgel

Das Langhaus ist eine dreischiffige Hallenkirche und wurde im Kern in der zweiten Hälfte des 15. Jahrhunderts errichtet. 1880/1881 wurde die Kirche in neugotischem Stil um zwei Joche nach Osten erweitert. Seither hat sie einen dreiseitig geschlossen einschiffigen Chor mit umlaufendem Sakristeianbau.
Am 10. Dezember 2006 wurde die Stadtpfarrkirche St. Nikolaus nach mehrjähriger Renovierung wiedereröffnet. Der gesamte Innenraum zeigt sich nun neugestaltet, die neuen Kirchenfenster stellen jedoch die größte Veränderung dar: statt altdeutschem Glas sind nun die Fenster im Süden sehr farbenfroh, die Fenster im Norden eher gedeckt gestaltet worden. Die Finanzierung der neuen Fenster erfolgte gänzlich durch Spenden.
Eines der Fenster ist dem Andenken der jüdischen Schülerin Elisabeth Block, ihrer Familie und allen jüdischen Opfern gewidmet. Auf einem nachträglich gestalteten Fenster ist das Bußgebet von Johannes XXIII. über die jahrhundertelangen Versäumnisse der katholischen Kirche gegenüber den Juden zu lesen, eine Schrifttafel informiert über den Zweck dieser beiden Fenster.

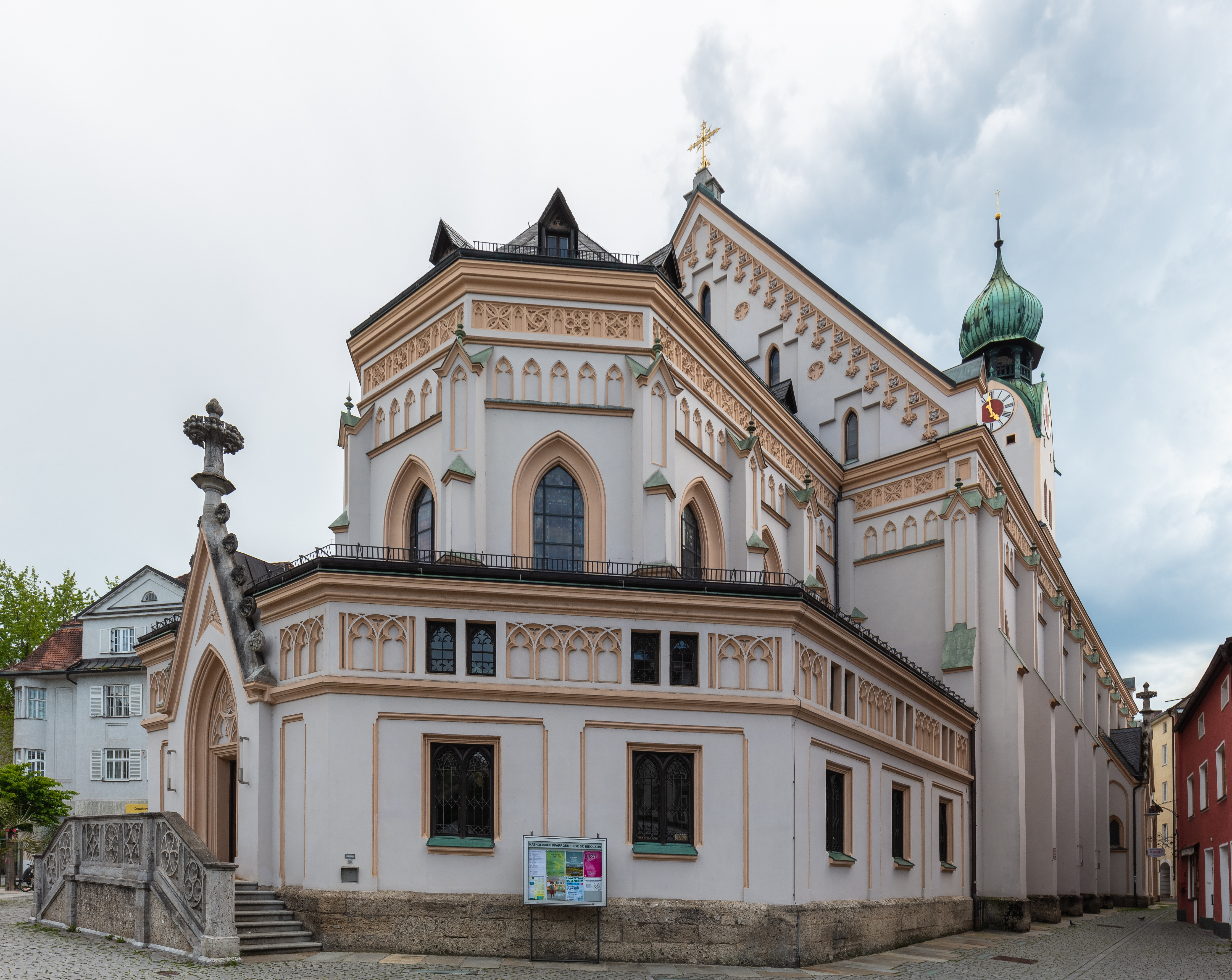
Außensicht
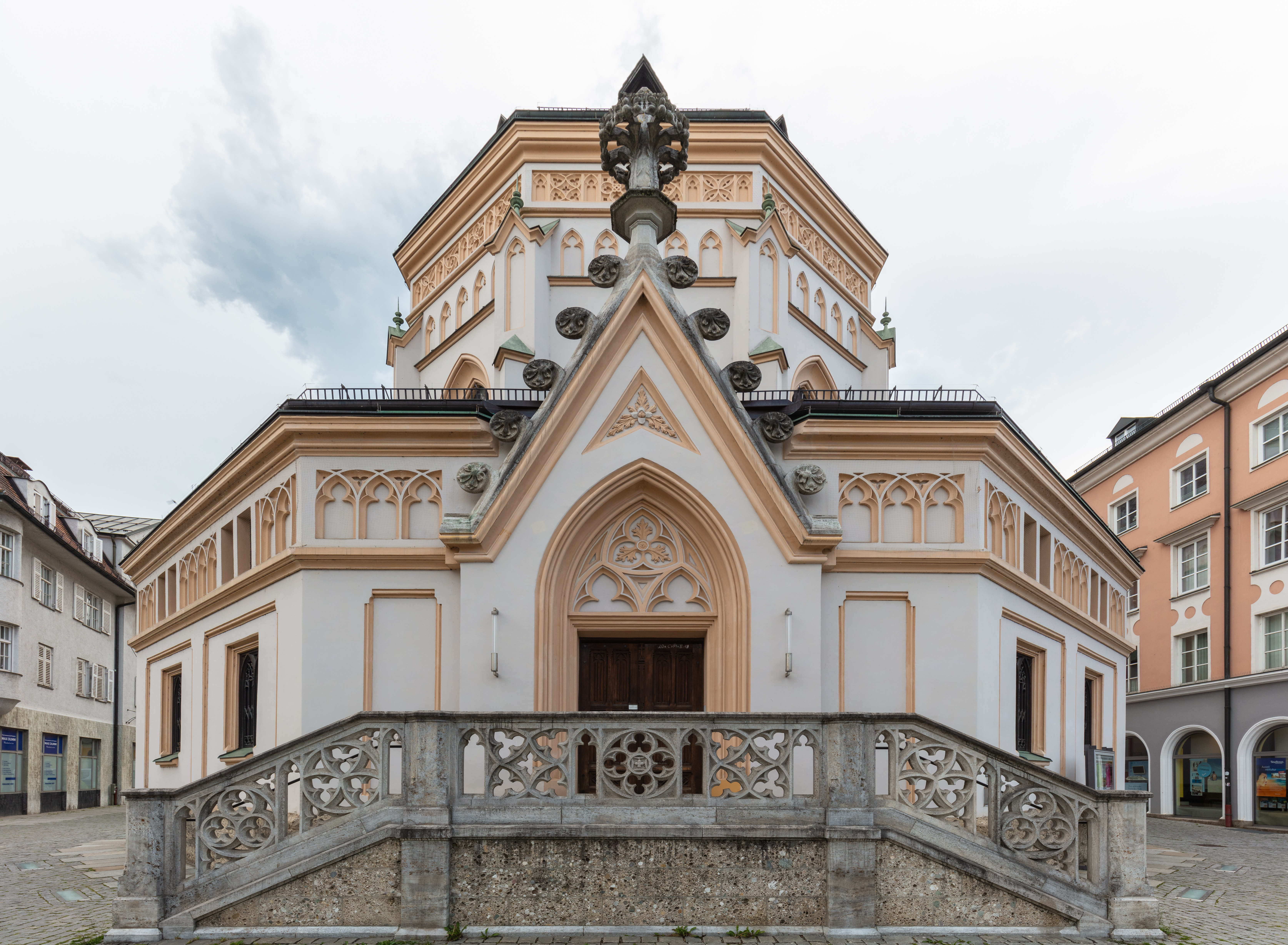
Apsis
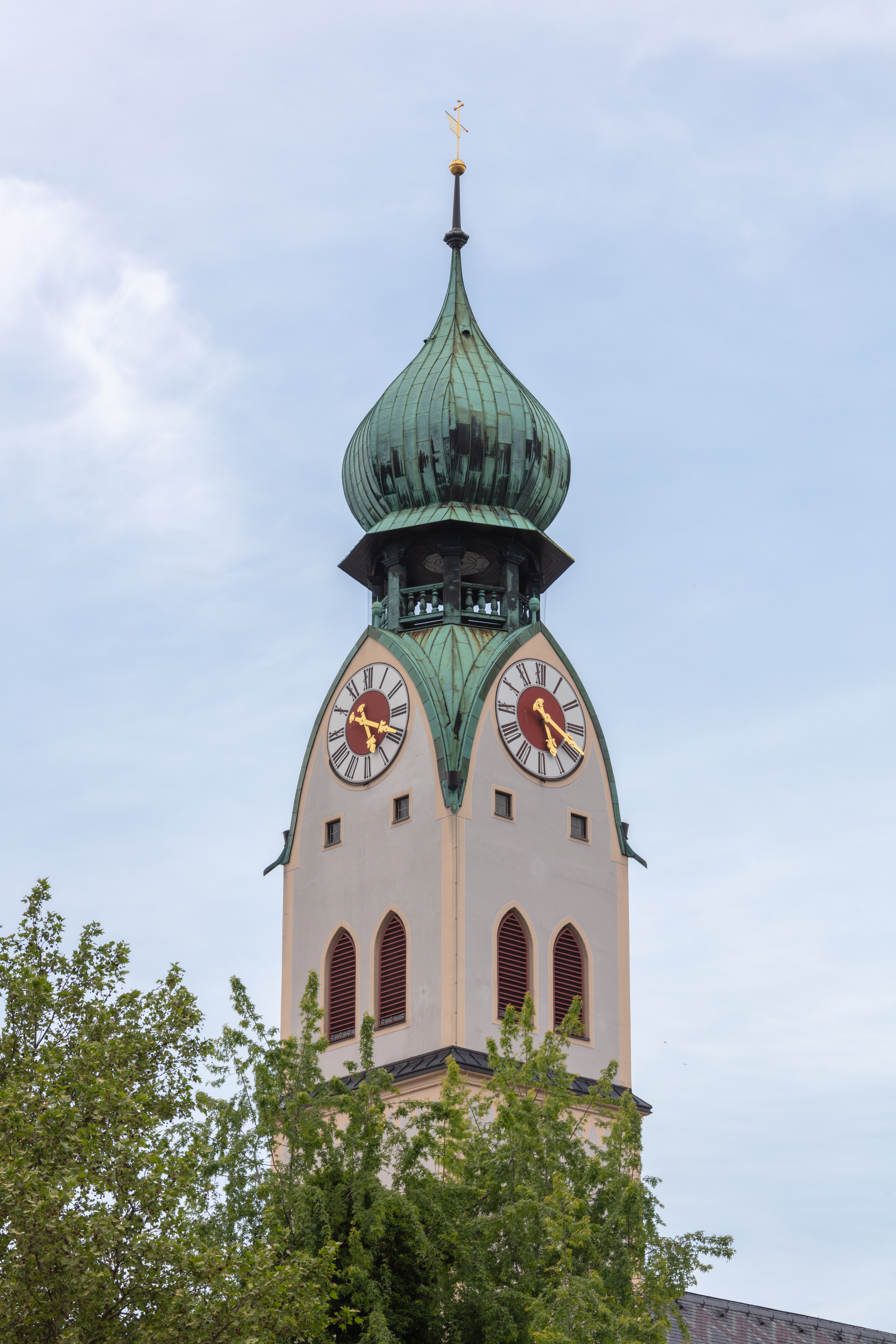
Glockenturm
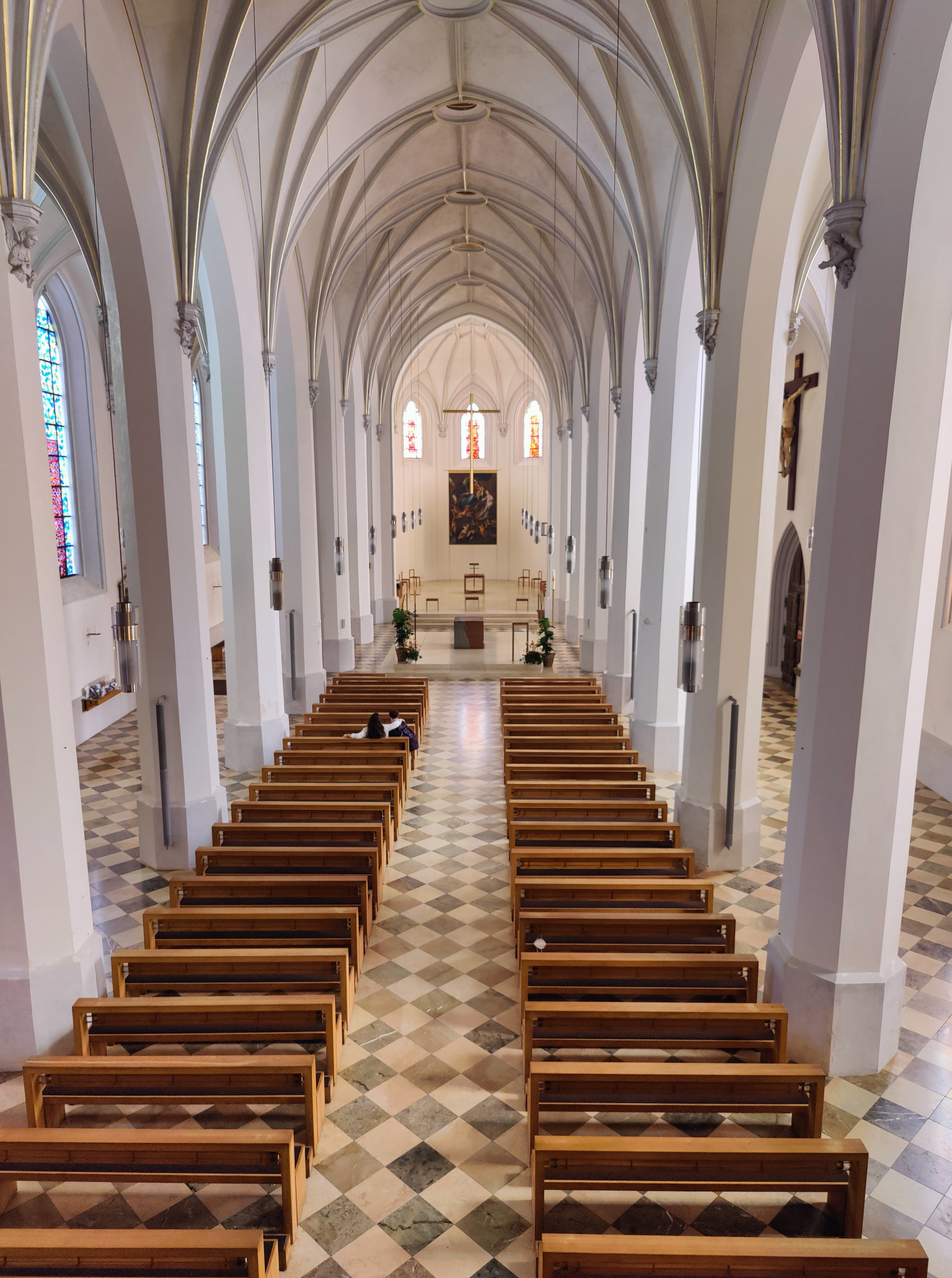
Innenansicht
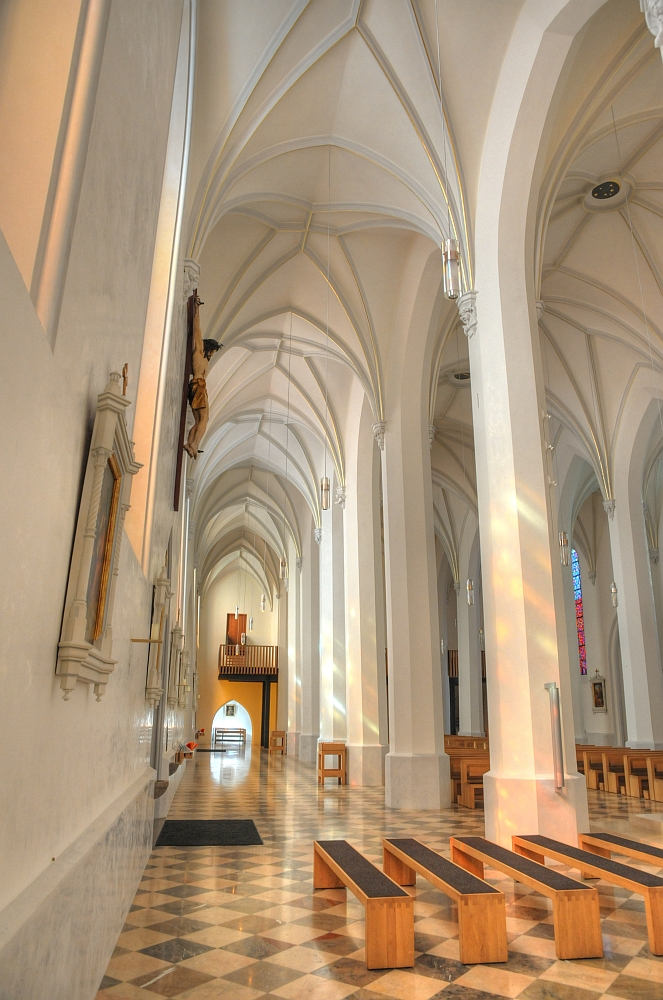
Nördliches Seitenschiff
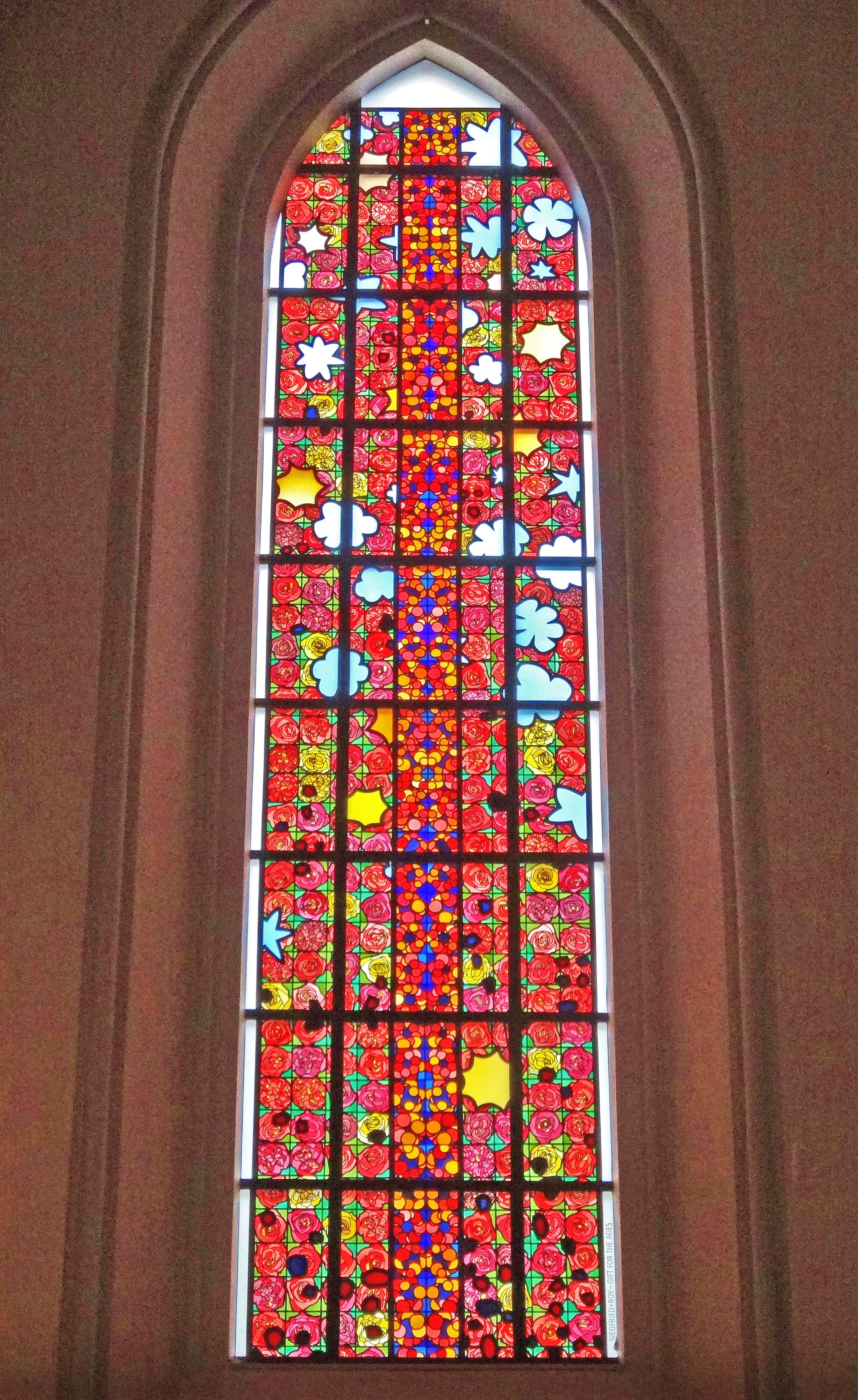
Glasfenster der Südseite von Karl-Martin Hartmann
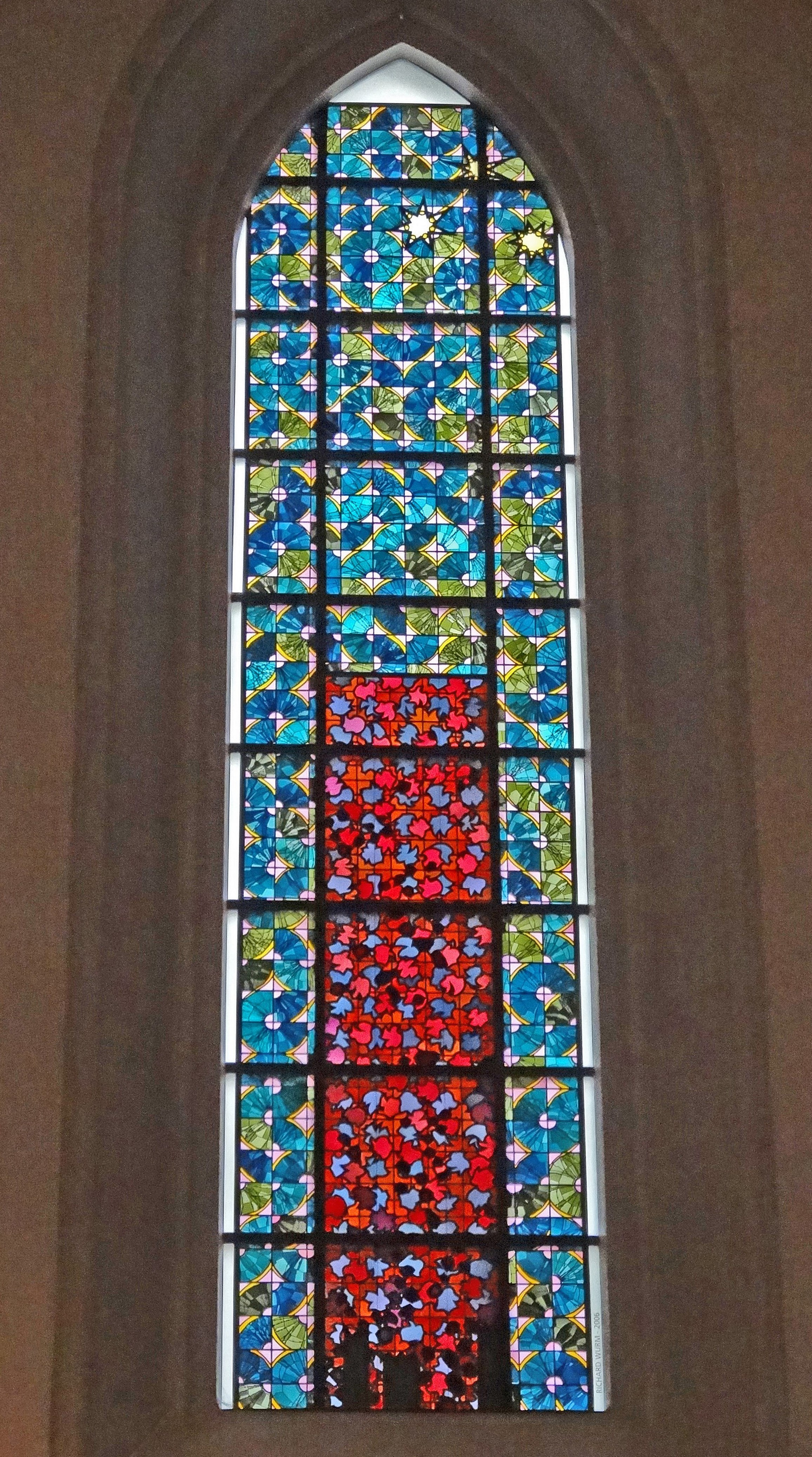
Glasfenster der Nordseite von Karl-Martin Hartmann

## Ausstattung

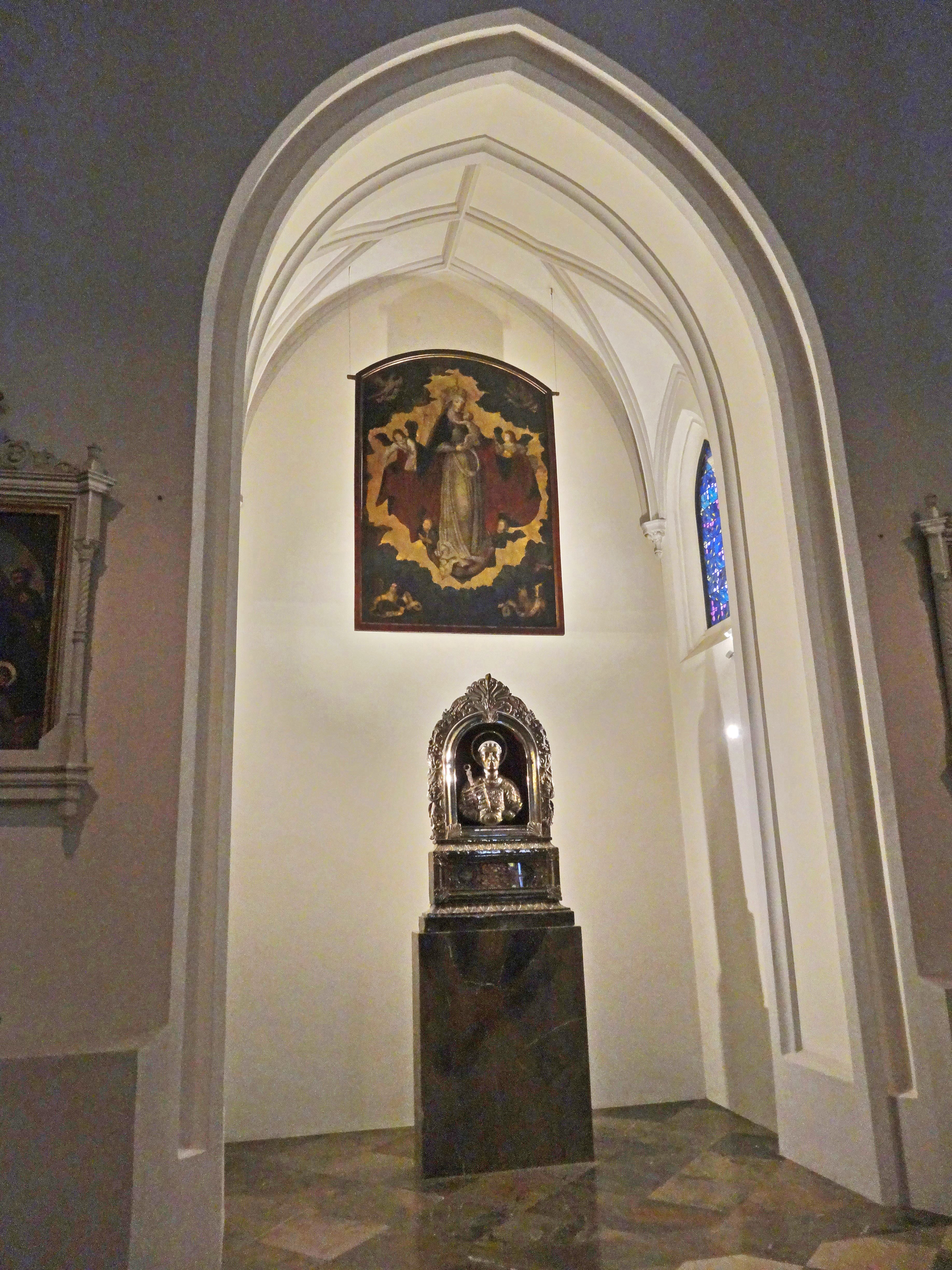
Nördliche Seitenkapelle mit Büstenreliquiar des hl. Laurentius und Tafelbild der Schutzmantelmadonna

Der Bildhauer Josef Hamberger schuf  Altaranlage (Muschelkalk und Bronze), Taufstein (Muschelkalk und Bronze) und Tabernakel (Bronze). Die neuen Fenster wurden nach Entwürfen des Glaskünstlers Karl-Martin Hartmann im Jahr 2004 gestaltet.

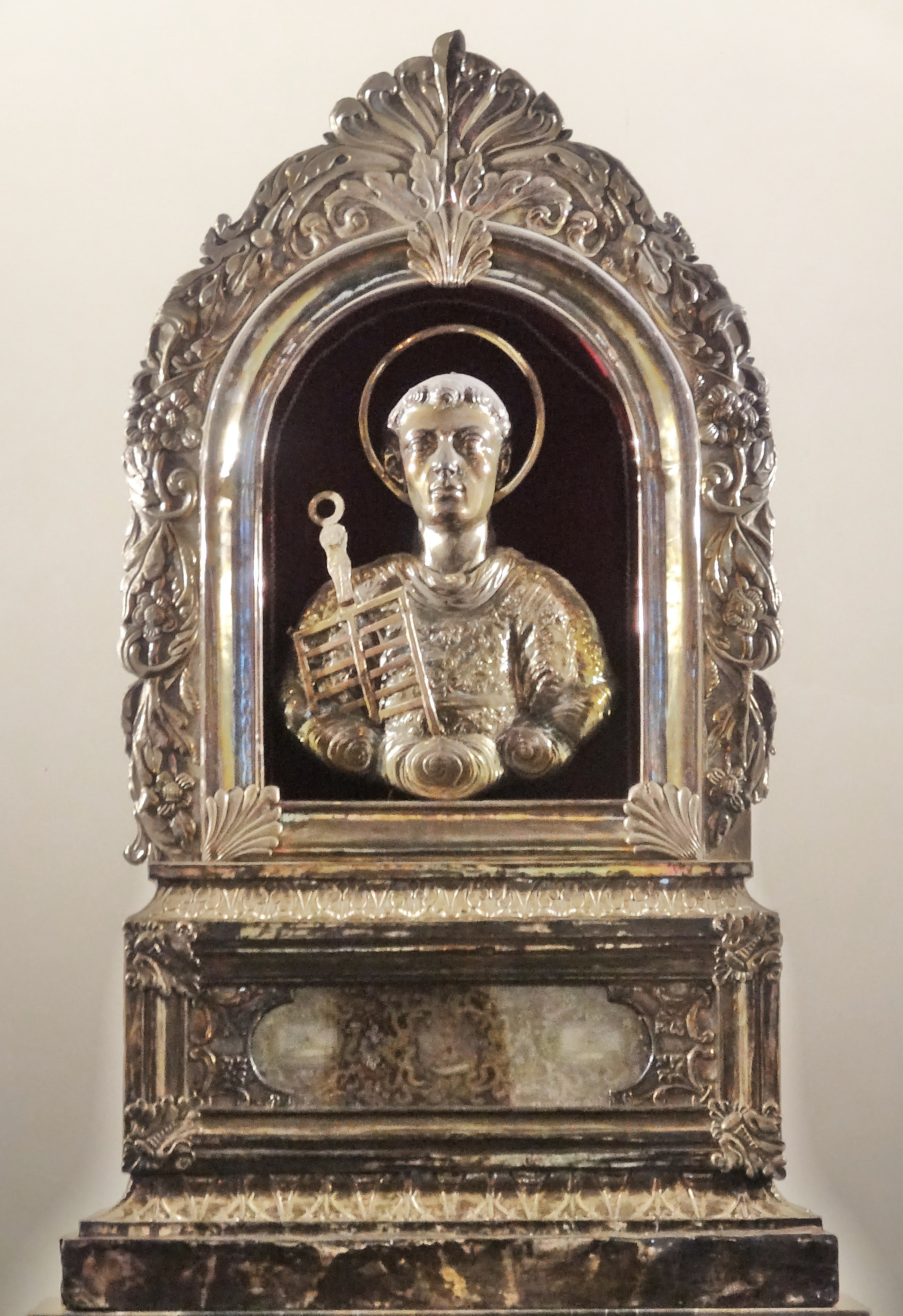
Silbernes Büstenreliquiar des hl. Laurentius
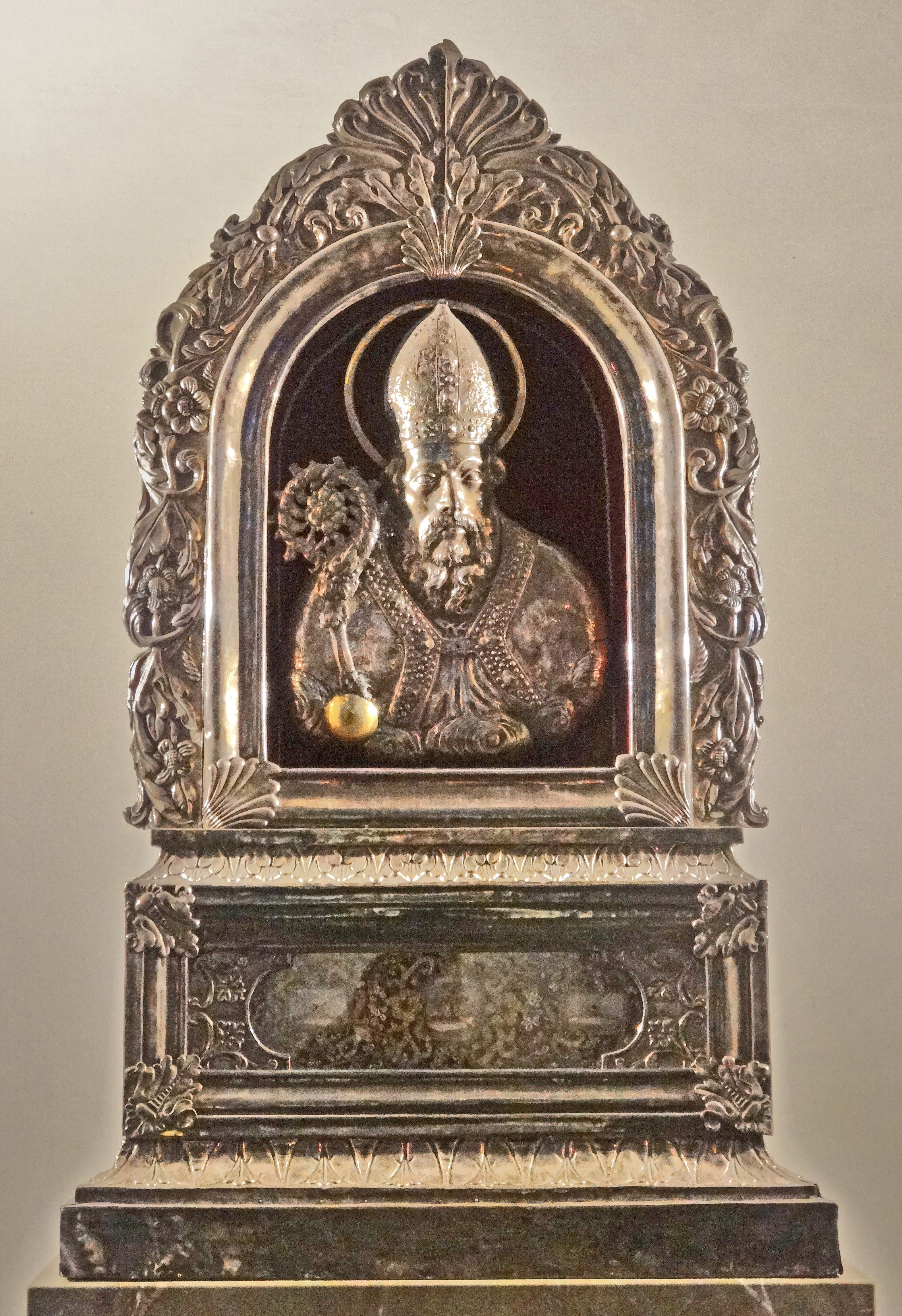
Silbernes Büstenreliquiar des hl. Nikolaus

## Orgeln

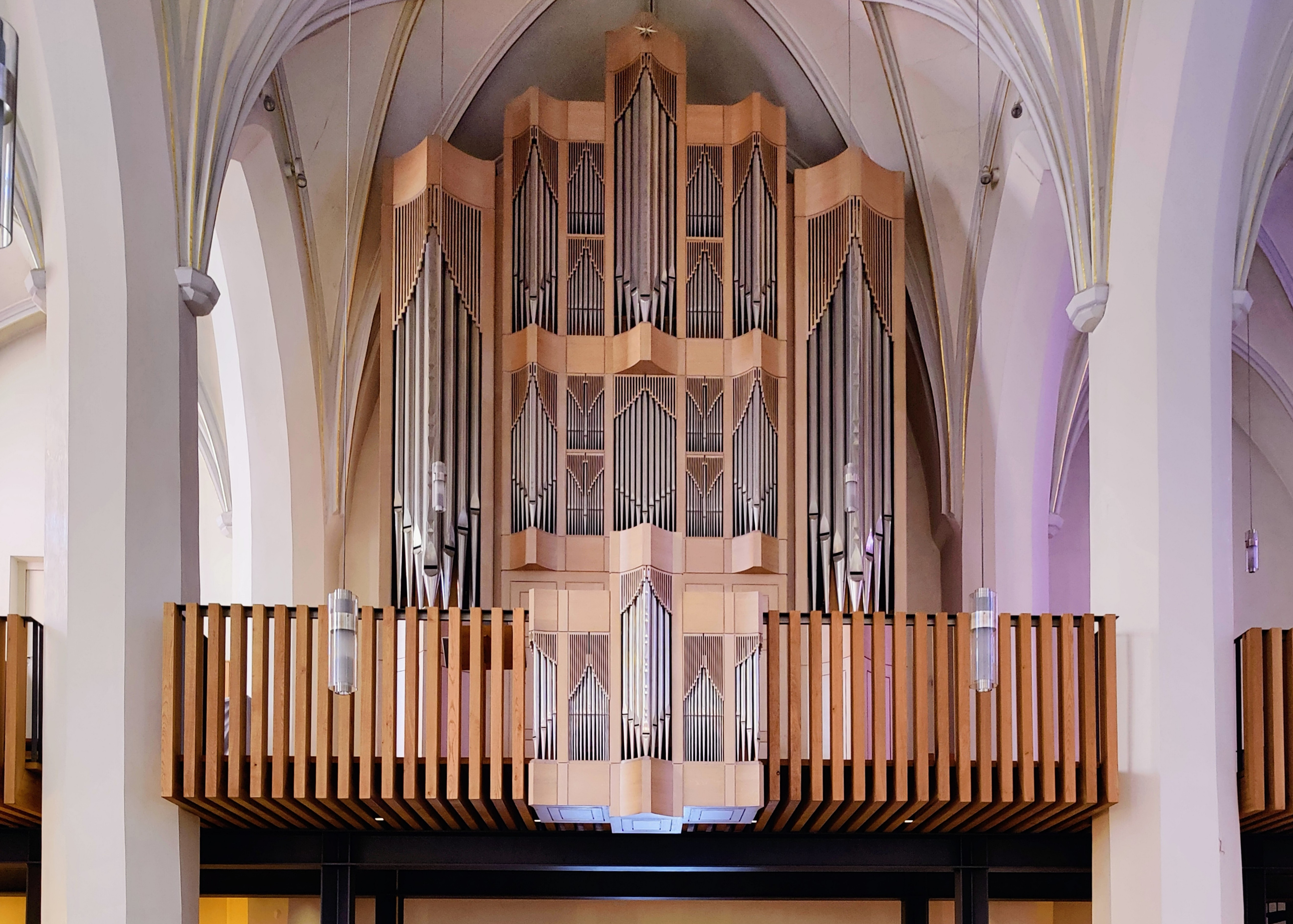
Reil-Orgel auf der Empore

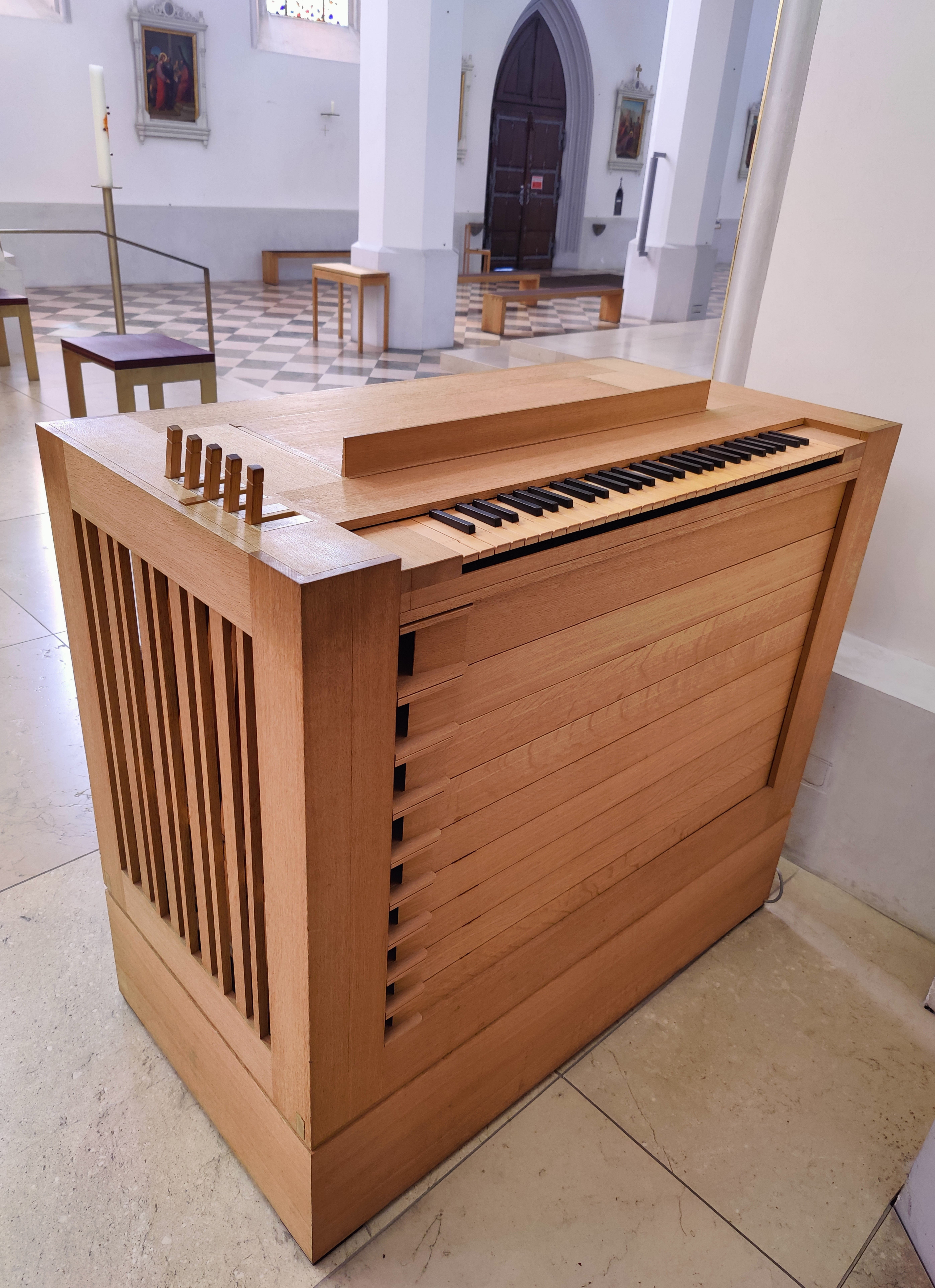
Truhenorgel

Im Jahre 2009 wurde die Orgel eingeweiht, die von der niederländischen Orgelbaufirma Reil (Heerde) erbaut wurde. Das rein mechanische Instrument hat 41 Register auf drei Manualen und Pedal. Außerdem wurde 2007 eine Truhenorgel von Orgelbau Linder angeschafft.
| I Hauptwerk C–f3 |                 |     |
| 1.               | Prestant        | 8′  |
| 2.               | Quintadena      | 16′ |
| 3.               | Roerfluit       | 8′  |
| 4.               | Viola di Gamba  | 8′  |
| 5.               | Octaaf          | 4′  |
| 6.               | Spitsfluit      | 4′  |
| 7.               | Quint           | 3′  |
| 8.               | Octaaf          | 2′  |
| 9.               | Mixtuur VI-VIII |     |
| 10.              | Cornet IV       |     |
| 11.              | Trompet         | 8′  |
| 12.              | Hautbois        | 8′  |
|                  | Tremulant       |     |

| II Unterpositiv C–f3 |                |        |
| 13.                  | Baarpijp       | 8′     |
| 14.                  | Holpijp        | 8′     |
| 15.                  | Quintadena     | 8′     |
| 16.                  | Prestant       | 4′     |
| 17.                  | Roerfluit      | 4′     |
| 18.                  | Salicet        | 4′     |
| 19.                  | Nasard         | 3′     |
| 20.                  | Octaaf         | 2′     |
| 21.                  | Gemshoorn      | 2′     |
| 22.                  | Mixtuur III–IV |        |
| 23.                  | Terts          | 1 3⁄5′ |
| 24.                  | Fagot          | 16′    |
| 25.                  | Vox Humana     | 8′     |

| III Brüstungspositiv C–f3 |                |      |
| 26.                       | Fluit Travers  | 8′   |
| 27.                       | Gedekt         | 8′   |
| 28.                       | Kleinprestant  | 4′   |
| 29.                       | Blokfluit      | 4′   |
| 30.                       | Woudfluit      | 2′   |
| 31.                       | Flageolet      | 1′   |
| 32.                       | Sesquialter II | 2/3′ |
| 33.                       | Kromhoorn      | 8′   |
|                           | Tremulant      |      |

| Pedal C–f1 |           |     |
| 34.        | Prestant  | 16′ |
| 35.        | Subbas    | 16′ |
| 36.        | Octaaf    | 8′  |
| 37.        | Gemshoorn | 8′  |
| 38.        | Octaaf    | 4′  |
| 39.        | Bazuin    | 16′ |
| 40.        | Trompet   | 8′  |
| 41.        | Trompet   | 4′  |

- Koppeln: II/I, III/II, I/P, II/P
- Nebenregister: Cymbelstern, Nachtegaal

## Glocken
Der Glockenturm beherbergt ein sechsstimmiges Euphongeläute b0 - des1 - es1 - f1 - as1 - b1 (Karl Czudnochowsky – Erding 1947) und eine historische Glocke fis2 („Bartholomeus Wengle hat mich gosen A 1606“).